# Betsy DeVos
Elisabeth Dee DeVos, nascida Elisabeth Dee Prince (Holland, 8 de janeiro de 1958) é uma empresária, política e ativista norte-americana da área de educação que foi a 11ª Secretária de Educação dos Estados Unidos.
Antes de se tornar secretária de educação, DeVos ocupou o cargo de presidente do Windquest Group, uma empresa especializada em gestão de empresas e investimentos.
Betsy DeVos é membro do Partido Republicano e conhecida pelo seu ativismo quanto aos programas  school choice, school voucher e charter school, os quais são bandeiras de movimentos nos EUA que defendem a privatização da educação básica do país. Ela foi do Comite Nacional Republicano em Michigan de 1992 a 1997 e foi presidente da representação do Partido Republicano em Michigan de 1996 a 2000, sendo reeleita nesse cargo em 2003, que ocupou até 2005. DeVos tem ao longo dos anos defendido o sistema “charter school” em Detroit e ela é também membro da comissão da "Foundation for Excellence in Education". Ela também foi presidente da comissão da "Alliance for School Choice" e do "Acton Institute" que encabeça o comitê de ação política "All Children Matter" nos EUA.
Nascida Elisabeth Dee Prince, de descendência neerlandesa, DeVos é filha de Edgar Prince, fundador da empresa Prince Corporation. O seu irmão, Erik Prince, é um ex-fuzileiro naval que integrou o SEALs, um grupo de Operações Especiais da Marinha dos EUA, e é fundador da empresa militar privada Blackwater USA. Ela é casada com Dick DeVos, um CEO aposentado da firma de marketing multi-nivel Amway, e é nora do bilionário e co-fundador da Amway Richard DeVos. Em 2016, os DeVos foram listados pela Forbes como a 88ª família mais rica dos EUA, com fortuna estimada em cerca de US$ 5,4 bilhões.
Em 23 de novembro de 2016, o então Presidente Eleito dos Estados Unidos, Donald Trump, anunciou a sua indicação de Betsy DeVos como a 11ª Secretária de Educação daquele país. Em 31 de janeiro de 2017, após uma forte oposição por parte dos Democratas a essa e outras nomeação para o gabinete de Donald Trump, ela foi aprovada por estreita margem na Câmara dos Representantes e depois foi encaminhada para votação no Senado do Congresso dos EUA. Em 7 de fevereiro, DeVos foi também confirmada pelo Senado, por uma votação também estreita, de 51 a 50, com o Vice-Presidente dos EUA Mike Pence rompendo o empate a favor da nomeação de DeVos. Essa foi a primeira vez na história dos EUA que uma confirmação de nomeação para o gabinete presidencial foi decidida pelo voto de desempate de um Vice-Presidente.